# Горка (Белыничский район)
Го́рка (бел. Горка) — посёлок в составе Мощаницкого сельсовета Белыничского района Могилёвской области Республики Беларусь.

## Население
- 2010 год — 10 человек